# 비오그라드스카 고라

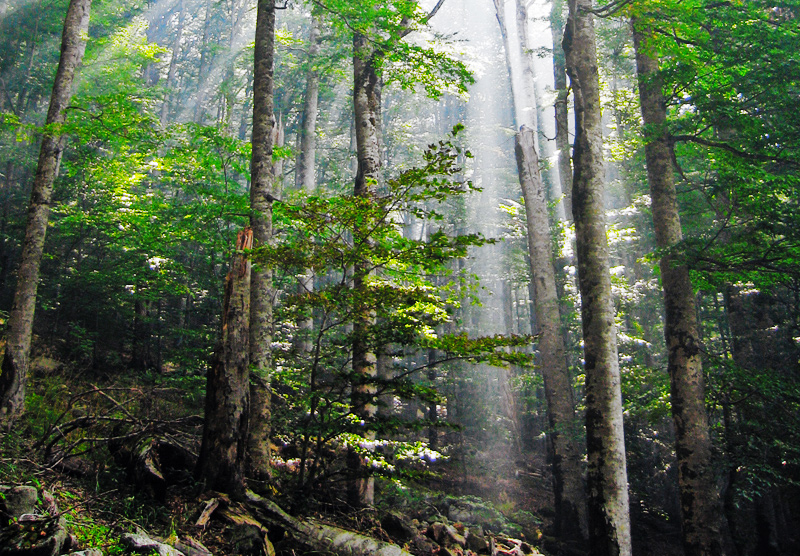
비오그라드스카 고라의 유럽너도밤나무숲

비오그라드스카 고라(Biogradska Gora, 몬테네그로어: Биоградска Гора, 발음 [bîoɡradskaː ɡūra]) 또는 비오그라드스카 고라 국립공원은 몬테네그로의 콜라신 자치구에 있는 숲이자 국립공원으로, 유네스코 세계 생물권보전지역 네트워크 중 하나로 인정받고 있다. 풍경은 산 능선, 빙하 호수, 온대 숲 중 하나이다.

## 위치
비오그라드스카 고라는 몬테네그로 중부, 타라(Tara) 강과 림(Lim) 강 사이의 비엘라시카(Bjelasica) 산악 지역에 위치하고 있으며 콜라신(Kolašin), 베라네(Berane) 및 모이코바츠(Mojkovac)의 세 자치체로 둘러싸여 있다. 몬테네그로의 5개 국립공원 중 가장 북동쪽에 위치한다.